# Brian Laudrup
Brian Laudrup (Viena, 22 de Fevereiro de 1969) é um ex-futebolista dinamarquês nascido na Áustria.
Considerado como um dos futebolistas mais bem sucedidos da história do futebol dinamarquês, Brian esteve presente nas duas conquistas de sua seleção: a Eurocopa de 1992 e a Copa Rei Fahd de 1995. Tendo sido eleito o melhor futebolista dinamarquês do ano em quatro oportunidades, foi introduzido no FIFA 100, uma lista com os 125 maiores futebolistas vivos.
Nascido na capital austríaca, Brian cresceu numa família "rodeada" pelo futebol. Seu pai, Finn, foi um futebolista durante a década de 1960, tendo atuado também pela seleção dinamarquesa, e jogava na Áustria quando Brian nasceu. O irmão mais velho, Michael, também é considerado um dos maiores futebolistas da história da Dinamarca. Os mesmos passos foram seguidos por seu filho, Nicolai, assim como seus sobrinhos, Mads e Andreas.

## Carreira

### Início no Brøndby
Iniciou sua carreira profissional em 1986, com dezesseis anos, no mesmo Brøndby onde seu irmão Michael, já célebre (que naquele ano fora campeão italiano com a Juventus e fizera bela Copa do Mundo), começara. No ano seguinte, mais precisamente em 18 de novembro de 1987, Brian estreou na Seleção Dinamarquesa, contra a Alemanha Ocidental (derrota 1 a 0). Curiosamente, sua convocação fora para substituir seu irmão Michael. Ainda sem espaço, acabou não sendo convocado para a disputa da Eurocopa de 1988.
Mesmo sendo jogador de futebol de campo, estaria no elenco da seleção dinamarquesa de futsal que disputou o campeonato mundial de futsal (se tornando um dos doze únicos jogadores a disputar tanto a Copa do Mundo de Futsal quanto de futebol, e também, um dos três únicos jogadores a marcar em ambas competições), assim como outros companheiros da seleção principal, incluindo Lars Olsen, que também seria campeão europeu três anos depois, assim como o treinador Richard Møller Nielsen. Porém, a seleção acabaria sendo eliminada ainda na primeira fase.

### Passagem pela Alemanha
Demonstrando seu grande futebol na seleção e no Brøndby, acabou sendo contratado no mesmo ano pelo Bayer Uerdingen, da Alemanha. Apesar de ser uma equipe pequena no cenário nacional, detinha de um pequeno tradicionalismo. Mesmo prejudicado pela ineficiência do elenco, e a péssima campanha na Bundesliga, Brian conseguiu ofuscar esses problemas e ser o principal responsável pela permanência da equipe na primeira divisão (sua equipe terminou duas posições acima do último rebaixado).
Vendo que os dirigentes não investiriam para a temporada seguinte, Brian deixou o clube e se transferiu para o Bayern München, que pagou dois milhões e meio por seu passe, se tornando a contração mais cara à época no futebol alemão. Sua temporada de estreia no clube, apesar do vice-campeonato, terminaria muito bem para Brian: com nove tentos em 33 partidas, seria eleito o melhor atacante do campeonato e, consequentemente, seria eleito para a seleção do torneio pela revista Kicker. Porém, sua segunda temporada seria péssima: após disputar cinco partidas, acabaria sofrendo uma grave lesão nos ligamentos do joelho direito, voltando apenas quase seis meses depois, para disputar as quinze partidas restantes.

### Eurocopa 1992
Demonstrando bom futebol na equipe dinamarquesa, mesmo não conquistando títulos, Brian foi um dos vinte relacionados para a disputa da Eurocopa de 1992, e sendo o grande protagonista no elenco, ao lado do goleiro Peter Schmeichel, que contava com uma equipe extremamente defensiva, além de não contar com seu irmão Michael (que, por conta de uma discussão com o então treinador Richard Møller Nielsen, acabou ficando de fora da lista), que despontava como a principal estrela do futebol nacional.
Mesmo com uma primeira fase razoável (uma vitória, um empate e uma derrota), terminando em segundo no grupo A, a Dinamarca conseguiu a classificação para a próxima fase, onde enfrentaria os atuais campeões: os Países Baixos. Mesmo os neerlandeses sendo amplamente favoritos no confronto, seriam eliminados nos pênaltis por 4 x 5.
Surpreendentemente classificados para à final, a equipe enfrentaria mais uma grande pedreira no caminho até o título: a Alemanha, então atual campeã do mundo. Frente à quase 38 mil torcedores, a Dinamarca demonstrou sua força novamente, batendo a seleção alemã por 2 x 0, tendo Brian estado presente em campo durante toda a partida. Mesmo não tendo marcado nenhuma vez no torneio, terminaria sendo considerado um dos principais jogadores do torneio e, fora eleito para a seleção do torneio.

### Péssima passagem pelo futebol italiano
Mesmo vivendo ótimo momento na carreira, principalmente com a conquista do título europeu, acabou deixando o clube após duas temporadas por conta de divergências com a diretoria e se transferindo para a Fiorentina, assim como seu companheiro e rival na final da Eurocopa Stefan Effenberg. No clube italiano também se tornaria próximo a outro companheiro, o argentino Gabriel Batistuta, o qual, segundo uma entrevista ao site oficial da FIFA, declarou que "achava graça ao observá-lo nos treinos, nos primeiros dias. Ele parecia um dos piores que já vi." Ainda completaria dizendo que "a técnica dele era horrível e os chutes saíam sem rumo, mas ele marcou dez gols nos cinco ou seis primeiros jogos e eu me dei conta do jogador que ele era." Na mesma entrevista, também diria que ambos, juntamente com Paolo Maldini, Paul Gascoigne e seu irmão Michael foram os melhores jogadores com quem atuou.
Laudrup ainda terminaria o ano sendo eleito pela segunda vez o melhor futebolista dinamarquês do ano, igualando seu irmão Michael, e, terminando na quinta posição na votação dos melhores futebolistas do ano pela FIFA. Porém, não teria a mesma sorte na Fiorentina. Mesmo tendo feito um grande investimento para a temporada, a equipe não correspondeu em campo, e mesmo tendo terminado com o quinto melhor ataque na competição, vencido o então atual e futuro tricampeão Milan por 7 x 3, terminou o campeonato na décima sexta posição, sendo rebaixada para à Serie B. Não aceitando o rebaixamento do clube, a torcida presente no estádio cometeu diversos atos de vandalismo, tendo Brian, considerado um dos responsáveis pelo rebaixamento, que deixar o local dentro do porta-malas de um carro.
Como na época eram permitidos apenas dois estrangeiros por equipe na Serie B, a Fiorentina optou por manter o argentino Batistuta e o alemão Effenberg, sendo Brian emprestado ao Milan. Porém, na elite italiana eram permitidos apenas três, e o próprio Milan tinha excesso de estrangeiros em seu elenco (cinco, não incluindo o lesionado Marco van Basten). Por conta disso, Brian acabou sendo pouco utilizado durante o campeonato, disputando apenas nove partidas, tendo anotado um tento na derrota por 3 x 2 para a Sampdoria. Apesar do baixo número de partidas, o estrangeiro que mais atuou, o francês Marcel Desailly, disputou apenas doze partidas a mais que Brian. O número de estrangeiros por equipe também se aplicava às competições europeias e, mesmo tendo disputado seis partidas e anotado mais um tento,[carece de fontes?] acabou sendo preterido para à final da Liga dos Campeões da UEFA daquela temporada pelo francês Marcel Desailly, o croata Zvonimir Boban e o iugoslavo Dejan Savićević, que seria disputada contra o Barcelona de seu irmão Michael, que curiosamente, também acabou sendo preterido para a disputa da final, dando lugar para o neerlandês Ronald Koeman, o búlgaro Hristo Stoichkov e o brasileiro Romário. O Milan venceria a final por 4 x 0.

### Sucesso na Escócia
Após fracassar com a seleção dinamarquesa nas eliminátorias da Copa do Mundo de 1994, onde acabou sendo eliminada nos critérios de desempate (marcou menos gols) para a Irlanda, nem conseguir demonstrar seu verdadeiro futebol na Itália, Brian viu sua "salvação" quando recebeu uma proposta de Walter Smith para defender o Rangers, que dominava o futebol escocês, porém, sem sucesso na Europa. A equipe escocesa pagou dois milhões e meio de libras para tê-lo em seu elenco. O dinheiro foi "bem gasto", com Brian, juntamente com Paul Gascoigne, liderando a equipe, que continuou seu domínio no futebol nacional.
Durante sua passagem, Brian viveu o melhor momento na carreira desde a conquista da Eurocopa, conquistando cinco títulos (três campeonatos, uma copa e mais uma copa da liga) durante quatro temporadas. Em sua passagem, Brian também continuou a conquistar prêmios, sendo eleito mais duas vezes como melhor jogador dinamarquês do ano, além de ser eleito duas vezes como o melhor jogador da liga premier escocesa.
Ainda durante a sua passagem no Rangers, Brian conquistou com a Dinamarca a Copa Rei Fahd de 1995, que depois passou a ser conhecida como Copa das Confederações. Nesta, terminou eleito como o melhor jogador do torneio. Porém, não conseguiu a mesma sorte durante a disputa da Eurocopa de 1996, quando sua seleção foi eliminada ainda na primeira fase, com uma vitória, um empate e uma derrota, curiosamente, a mesma campanha do torneio que culminou no título. Mesmo com a eliminação precoce, Brian terminou como vice-artilheiro do torneio, com três gols.

### Copa do Mundo 1998
Tendo conseguido a classificação para a Copa do Mundo de 1998, e tendo a Dinamarca um grande elenco, sendo considerado por muitos como superior ao do título de 1992, incluindo o próprio Brian, contando ainda com seu irmão Michael, Brian conseguiu brilhar durante o torneio. Tendo feito uma primeira fase como em todas competições em que esteve presente (uma vitória, um empate e uma derrota), a Dinamarca se classificou em segundo no grupo C, que contava com a futura campeã: a França.
Nas oitavas de final, Brian marcou um dos tentos na vitória sobre a Nigéria (4 a 1), classificando-se para as quartas de final, onde enfrentariam o então atual campeão do torneio, o Brasil. Na partida, Brian teve grande participação, marcando o então gol de empate, sendo este muito famoso devido à sua comemoração, mas não sendo capaz de evitar o terceiro tento da equipe brasileira (nunca antes a Dinamarca havia perdido após Brian marcar), e posteriormente, a eliminação dinamarquesa. Porém, Brian ainda foi incluído na seleção do torneio. A partida contra o Brasil, foi sua última aparição com a seleção.

### Final de carreira
Mesmo vivendo um bom momento na Escócia, Brian acabou "pulando o muro" e se transferindo para a liga inglesa, onde defenderia o Chelsea. Nos Blues, Brian foi prejudicado por suas lesões e acabou disputando apenas onze partidas, marcando um tendo contra o Copenhague, ironicamente, sua próxima equipe.
Em baixa na Inglaterra, retornou ao seu país, para defender o Copenhague. De volta à Dinamarca, Brian não foi muito aceito pelos torcedores, sendo vaiado durante as partidas. Com isso, aceitou oferta do Ajax, dos Países Baixos, onde substituiria seu irmão Michael, que havia se aposentado naquele clube na temporada anterior. Nos Godenzonen, teve uma boa passagem, mas que com um final infeliz para Brian: ele acabou se lesionando, sendo obrigado a "pendurar as chuteiras" com apenas 31 anos.
Em 2010, Brian descobriu um linfoma em estágio inicial. Em 2016, ele disse em entrevista ao jornal britânico Daily Record estar remisso da doença.

## Títulos
Brøndby
- Campeonato Dinamarquês: 1987, 1988

Bayern de Munique
- Supercopa da Alemanha: 1990

Milan
- Serie A: 1993–94
- Liga dos Campeões da UEFA: 1993–94

Rangers
- Campeonato Escocês: 1994–95, 1995–96, 1996–97
- Copa da Escócia: 1995–96
- Copa da Liga Escocesa: 1996–97

Chelsea
- Supercopa da UEFA: 1998

Dinamarca
- Campeonato Europeu: 1992
- Copa das Confederações FIFA: 1995

### Prêmios individuais
- Futebolista Dinamarquês do Ano: 1989, 1992, 1995, 1997
- Equipe da Temporada da Bundesliga: 1989–90[16]
- Equipe da Euro: 1992
- Melhor Jogador do Mundo pela FIFA (5.º): 1992
- Ballon d'Or: 1992 (6.º), 1996 (28.º), 1998 (23.º)
- Melhor jogador da Copa das Confederações da FIFA: 1995
- Futebolista do Ano da SFWA: 1994–95, 1996–97
- Futebolista do Ano da PFA Scotland Players: 1994–95
- Seleção de Estrelas da Copa do Mundo FIFA: 1998[17]
- FIFA 100
- Hall da Fama da Dinamarca
- Hall da Fama do Futebol Escocês